# Bloomfield River
La Bloomfield River est un fleuve australien traversant le Queensland, au nord de Daintree qui se jette dans la mer de Corail.

## Géographie
D'une longueur de 17,9 km, il prend sa source dans la cordillère australienne et se jette dans l'océan Pacifique au nord de cap Tribulation. Son estuaire est quasi vierge.
Il a été initialement nommé « Blomfield's Rivulet » le 26 juin 1818 par Phillip Parker King. 
Il abrite sur quelques kilomètres de son cours une espèce de poisson qui lui est endémique, Guyu wujalwujalensis et dont la pêche est interdite.
La piste Bloomfield qui relie Cape Tribulation à Cooktown traverse la Bloomfield River. Ce passage a été fermé en 2011 par le Conseil régional de Cairns après que le cyclone Yasi ait détruit la jetée. Il existe seulement un service de traversée pour les piétons en attendant qu'une jetée provisoire pour les voitures soit construite.
Pour certains, la péninsule du cap York débute au nord du fleuve Bloomfield.